# Figaro lässt sich scheiden
Figaro lässt sich scheiden ist eine Komödie in drei Akten und neun Bildern von Ödön von Horváth. Das Theaterstück wurde am 2. April 1937 in Prag uraufgeführt. Die Hauptpersonen sind dieselben wie in Beaumarchais’ Komödie Der tolle Tag oder Figaros Hochzeit bzw. wie in Mozarts Le nozze di Figaro.

## Inhalt
Die Geschichte spielt zur Zeit „der Revolution“, wahrscheinlich der Französischen, doch ist die Handlung auch im Kontext des zeitgenössischen Problems des Nationalsozialismus zu sehen: Horváth beschreibt das Schicksal des Einzelmenschen und seine Anpassung an die Gesellschaft und warnt dabei vor dem Aufgeben menschlicher Werte.
Das Theaterstück beginnt mit der Flucht Graf Almavivas, seiner Frau, Figaros und dessen Frau Susanne vor der Revolution. Die Flucht gelingt ihnen; sie leben als Emigranten. Der Graf kommt damit allerdings überhaupt nicht zurecht; er will nicht auf seinen Luxus verzichten und leistet sich diesen, obwohl er keinerlei Einkünfte vorzuweisen hat. Wie vorherzusehen war, folgen finanzieller Ruin und sozialer Abstieg; der Graf landet als Betrüger im Gefängnis. Im Gegensatz zum Grafen weiß Figaro, was auf ihn zukommt und wie er sich zu helfen hat. Er macht sich mit einem Friseurgeschäft in einem Provinzort selbstständig. So erfährt er Anerkennung durch sein Handwerk, allerdings basiert das weniger auf seinem Können, sondern eher darauf, dass er redet, wie es den Kunden gefällt. Für seine Frau Susanne ist er zu einem heuchlerischen Spießer geworden, der es jedem recht machen will außer ihr, denn er verweigert ihr das sehnlichst gewünschte Kind und gibt als Begründung die „unsichere“ Zukunft an. Susanne betrügt Figaro in ihrer Unzufriedenheit mit einem Kunden. Die Ehe zerbricht an diesem Seitensprung und Susanne geht zurück zu den Almavivas. Figaro muss sein Geschäft aufgeben, da er all seine Kunden auf Grund des Geredes der Leute verliert. Susanne hat inzwischen Arbeit als Kellnerin in einem „Emigrantencafé“ gefunden; als allerdings ihre Arbeitserlaubnis abläuft, geht sie, gemeinsam mit dem Grafen, dessen Frau gestorben ist, zurück in ihre Heimat und zurück zu Figaro. Der ist inzwischen Verwalter auf dem ehemaligen Besitz des Grafen geworden, in dem nun ein Kinderheim untergebracht ist. Die beiden Eheleute finden wieder zueinander.

## Rolleninventar

### Figaro
Figaro ist im Grunde der einzige, der mit der neuen Situation (der Revolution) zurechtkommt. Er versteht sein Handwerk und weiß, was er den Menschen bieten muss, um sie für sich zu gewinnen. So hat auch sein Geschäft ziemlichen Erfolg und das allein, weil er weiß, wie er mit den Menschen umgehen muss – er sagt ihnen einfach das, was sie hören wollen. Figaro kann seine Mitmenschen gut einschätzen und reagiert damit auf sie in richtiger Art und Weise. Da er allerdings so mit den anderen Menschen beschäftigt ist, verliert er seine Frau und ihre Bedürfnisse und Wünsche aus den Augen.

### Susanne
Susanne ist, wie Figaro, beim Grafen eingestellt, als Zofe der Gräfin. Man kann also sagen, dass sie ähnliche Interessen wie Figaro hat, immerhin üben die beiden beinahe denselben Beruf aus. Susanne wünscht sich nichts mehr als ein Kind von ihrem Mann, dieser ist aber nicht bereit, ihr diesen Herzenswunsch zu erfüllen. Susanne verzweifelt daran und weiß nicht mehr weiter. Sie ist zwar eine treue Seele, kann es aber nicht mehr ertragen, dass ihr ihr Mann keine Aufmerksamkeit mehr schenkt und betrügt ihn schließlich. Es scheint, dass sie nicht etwa aus Trotz so gehandelt hat, eher aus Verzweiflung und weil ihr Mann nicht mehr der ist, den sie einst geliebt hatte und – wie sie beteuert – eigentlich immer noch liebt.

### Graf Almaviva
Der Graf kommt überhaupt nicht mit der neuen Lebenssituation zurecht. Er weiß nicht, wie man bescheiden lebt und will es auch nicht versuchen, da er sich der Illusion hingibt, die Revolution sei nur ein kurzes Zwischenspiel. So kommt es, dass er finanziell aus dem letzten Loch pfeift und zu betrügen beginnt, um wenigstens etwas zum Leben zu haben. Man merkt, wie überfordert der Graf ist und dass er sich nicht helfen kann, auch ist er zu stolz, jemanden (Figaro) um Hilfe zu bitten.

## Bedeutung und Wirkung
Das amüsante Stück, dessen Uraufführung im Neuen Deutschen Theater Prag stattfand, gehört nicht zu den bedeutendsten Stücken Horváths, erschien aber dennoch im Zuge der Wiederentdeckung des Verfassers in zahlreichen Ausgaben und wurde in verschiedene Sprachen übersetzt. Außerdem liegt eine Bearbeitung für das Musiktheater des Komponisten Giselher Klebe vor. 1998 inszenierte Luc Bondy das Stück mit Gert Voss als Figaro, Helmut Lohner als Graf Almaviva, Gertraud Jesserer als Gräfin und Paulus Manker als Pedrillo. Das originale Manuskript Horváths wird im Literaturarchiv der Österreichischen Nationalbibliothek aufbewahrt.